# Signaux et slots
Les signaux et slots sont une implémentation du patron de conception observateur utilisée par les bibliothèques logicielles Qt et Wt.
Le concept est que les objets, si leurs classes sont déclarées correctement, peuvent émettre des signaux, contenant ou non une information. À leur tour, d'autres objets peuvent recevoir ces signaux via des slots s'ils sont explicitement connectés à ces signaux.

## Utilisation
Du point de vue du développeur, les signaux sont représentés comme de simples méthodes de la classe émettrice, dont il n'y a pas d'implémentation. Pour sa part, le slot connecté à un signal est une méthode de la classe réceptrice, qui doit avoir la même signature (autrement dit les mêmes paramètres que le signal auquel il est connecté), mais à la différence des signaux, il doit être implémenté par le développeur. Le code de cette implémentation représente les actions à réaliser à la réception du signal.
Cette implémentation du patron de conception observateur profite du Meta Object Compiler (MOC) de Qt qui se charge de générer tout le code nécessaire pour connecter les signaux et les slots.
Qt permet également de connecter des signaux entre eux, ainsi à l'émission d'un signal, un autre signal est émis.
L'information d'un signal est contenu non seulement dans l'appel lui-même, mais également dans d'éventuels paramètres. C'est la raison pour laquelle la signature d'un slot doit être identique à celle du signal auquel il est connecté.

## Autres implémentations
D'autres implémentations des signaux et slots existent en C++ (qui est le langage de référence de Qt) et ne nécessitent pas le MOC. C'est le cas de libsigc++  et de Boost via boost.signals .
Le framework .NET dispose d'un système similaire via les délégués.
L'implémentation DOM préconise la méthode addEventListener().